# Bán đảo Đầu Chim
Bán đảo Đầu Chim (tiếng Indonesia: Kepala Burung) hoặc bán đảo Doberai, là một bán đảo lớn ở phía tây bắc của đảo New Guinea, là phần lớn của tỉnh Tây Papua, Indonesia.

## Vị trí địa lý

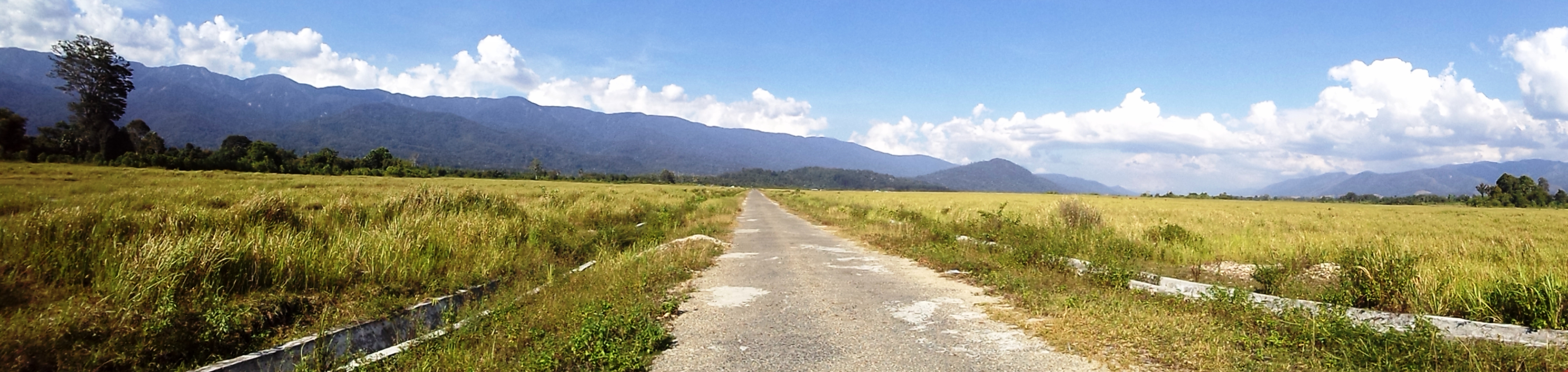
Thung lũng Kebar và dãy núi Tamrau

Nằm ở tây bắc của đảo New Guinea, bán đảo Đầu Chim tiếp giáp phía đông với vịnh Cenderawasih và phía nam với vịnh Bintuni. Về phía tây, hai bên eo biển Dampier là đảo Waigeo thuộc quần đảo Raja Ampat, và đảo Batanta nằm ngay mũi tây bắc của bán đảo. Ở phía nam băng qua vịnh Bintuni là bán đảo Bomberai.
Bán đảo rộng khoảng 200 x 300 km, phía nam bán đảo tập trung các đồng bằng ven biển. Dãy núi Arfak cao 2.900 m được tìm thấy ở phía đông; núi Arfak là đỉnh cao nhất dãy, và cũng là điểm cao nhất trên bán đảo Đầu Chim. Thấp hơn Arfak là dãy núi Tamrau ở phía bắc; Bon Irau là ngọn núi cao nhất trong dãy Tamrau, với độ cao là 2.501 m. Cả hai dãy núi đều có sự pha trộn đa dạng của các loại đá như sa thạch, đá vôi và đá núi lửa. Thung lũng Kebar là một lưu vực lớn chia tách hai dãy núi với nhau.

## Sinh thái học

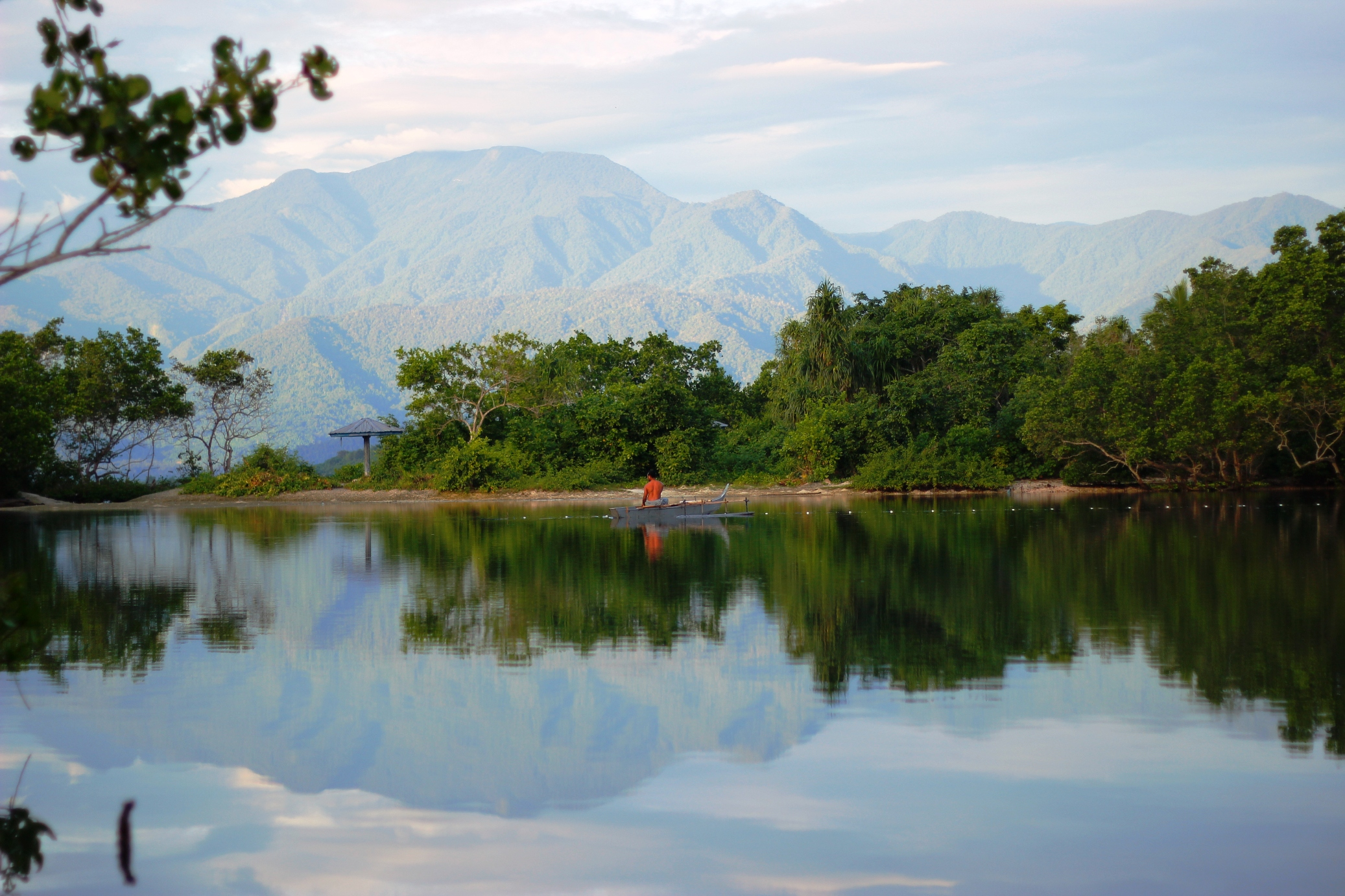
Đỉnh núi Arfak, nơi cao nhất đảo

Bán đảo được bao phủ bởi khu sinh thái rừng mưa nhiệt đới Vogelkop Montane. Hơn 22.000 km² diện tích vùng rừng núi nơi đây có độ cao từ 1.000 m trở lên. Hơn 50% diện tích các khu rừng này nằm phạm vi được bảo vệ. Có hơn 300 loài chim trên bán đảo, trong đó ít nhất 20 loài là đặc hữu của khu sinh thái và một số loài chỉ sống ở những khu vực rất hạn chế. Chúng bao gồm Lonchura vana, Amblyornis inornata và Cicinnurus regius.
Xây dựng đường bộ, khai thác gỗ bất hợp pháp, mở rộng nông nghiệp và trang trại có khả năng đe dọa sự nguyên vẹn của vùng sinh thái này. Bờ biển phía tây nam của Bán đảo Đầu Chim là một phần của Công viên Quốc gia Teluk Cenderawasih.

## Văn hóa
Các phát hiện khảo cổ học chỉ ra rằng, những khu định cư diễn ra trên đảo có niên đại ít nhất 26.000 năm. Hầu hết người dân sinh sống dọc bờ biển, với một số ít ở trong đất liền. Dân làng phát triển nông nghiệp theo hướng tự cung tự cấp và du canh du cư. Các sản phẩm nông nghiệp chủ yếu là cùi dừa, gạo, ngô và đậu phộng.
Các khu dân cư lớn nhất trên bán đảo là thành phố Sorong ở bờ biển phía tây và Manokwari ở bờ biển phía đông. Manokwari là thành phố có số dân đông nhất với khoảng 135.000 người (năm 2010), trong khi ở Sorong là khoảng 125.000 người. Các thị trấn nhỏ hơn là Bintuni, Teminabuan và Aimas.